# 埃马雷斯
埃马雷斯（法語：Émarèse，法語發音：[emaʁɛz]）是意大利瓦莱达奥斯塔大区的一个市镇。总面积10平方公里，人口219人，人口密度21.9人/平方公里（2009年）。ISTAT代码为007025。